# 米拉·波特科宁
米拉·波特科宁（芬蘭語：Mira Potkonen，1980年11月17日—），芬兰轻量级拳击手。她在2016年世界女子拳擊錦標賽、2016年夏季奧林匹克運動會及2020年夏季奥林匹克运动会上取得了60公斤级铜牌。